# Brainiac (gruppo musicale)
Brainiac è stato un gruppo noise rock/ Indie rock statunitense degli anni '90.
Formatisi a Dayton, Ohio, nel gennaio del 1992, dopo aver conosciuto un crescente successo e aver intrapreso tour di spalla ad artisti come Beck, Jesus Lizard e Breeders, si sciolsero in seguito all'improvvisa morte del cantante, Tim Taylor, avvenuta a causa di un incidente stradale il 27 maggio 1997.

## Discografia

### Album in studio
- Smack Bunny Baby, 1993, Grass/BMG
- Bonsai Superstar, 1994, Grass/BMG
- Hissing Prigs in Static Couture, 1996, Touch & Go Records

### 7"
- Superduperseven 7" (1992, Limited Potential)
- I Could Own You (Live) 7" (split single Bratmobile, 1993, 12x12 Records)
- Dexatrim 7" (split single with Lazy, 1994, Simple Solution) (debut John Schmersal)
- Cookie Doesn't Sing 7" (split single w/Today Is The Day, Chrome Cranks, & Steel Pole Bathtub Vol. 10/ CD Comp., 1995, Dope-Guns-'N-Fucking In The Streets Vols. 8-11, Amphetamine Reptile Records)
- Internationale (7" single/EP {featuring "Simon Says" off Superduperseven 7"}, 1995, Touch & Go)
- Go! 4x7" single (Jabberjaw Vol. 6, CD Comp., 1996, Mammoth Records)
- Electro-Shock for President EP (1997, Touch & Go)
- Petrified single (Ubu Dance Party: A Tribute To Pere Ubu, CD Comp., 1997, Datapanic)